# O Clube dos Anjos (filme)
O Clube dos Anjos é um filme de comédia dramática e suspense brasileiro de 2022, dirigido e roteirizado por Angelo Defanti baseado no livro homônimo de Luis Fernando Verissimo.

## Enredo
Ao longo dos anos, as reuniões mensais do Clube do Picadinho, composto por sete amigos de longa data, transformaram-se de rituais de poder em assembleias melancólicas de fracassos. O fim parecia ser o único destino digno para eles. No entanto, tudo muda com a chegada de um enigmático cozinheiro que passa a preparar magníficos banquetes para o grupo. Os laços de amizade são reavivados, e a gula se torna uma celebração da vida. No entanto, há um problema: após cada jantar, um dos membros do clube é encontrado morto. Teriam sido envenenados? E, acima de tudo, por que esses homens continuam retornando aos jantares?

## Elenco
- Matheus Nachtergaele como Lucídio
- Marco Ricca como Pedro
- Ângelo Antônio como Abel
- André Abujamra como Tiago
- Augusto Madeira como João
- Otávio Muller como Daniel
- Paulo Miklos como Samuel
- César Mello como André
- António Capelo como Ramos
- Renata Jesion como Helena
- Samuel de Assis

## Lançamento
Antes de ser lançado comercialmente, o filme passou por uma série de festivais nos Estados Unidos, na Europa e também foi selecionado para participar dos prestigiados Festivais de Gramado e do Rio, além da Mostra Internacional de Cinema de São Paulo, no Brasil. No Brasil, o filme foi lançado nos cinemas em 3 de novembro de 2022 pela Vitrine Filmes.

## Recepção

### Análise da crítica

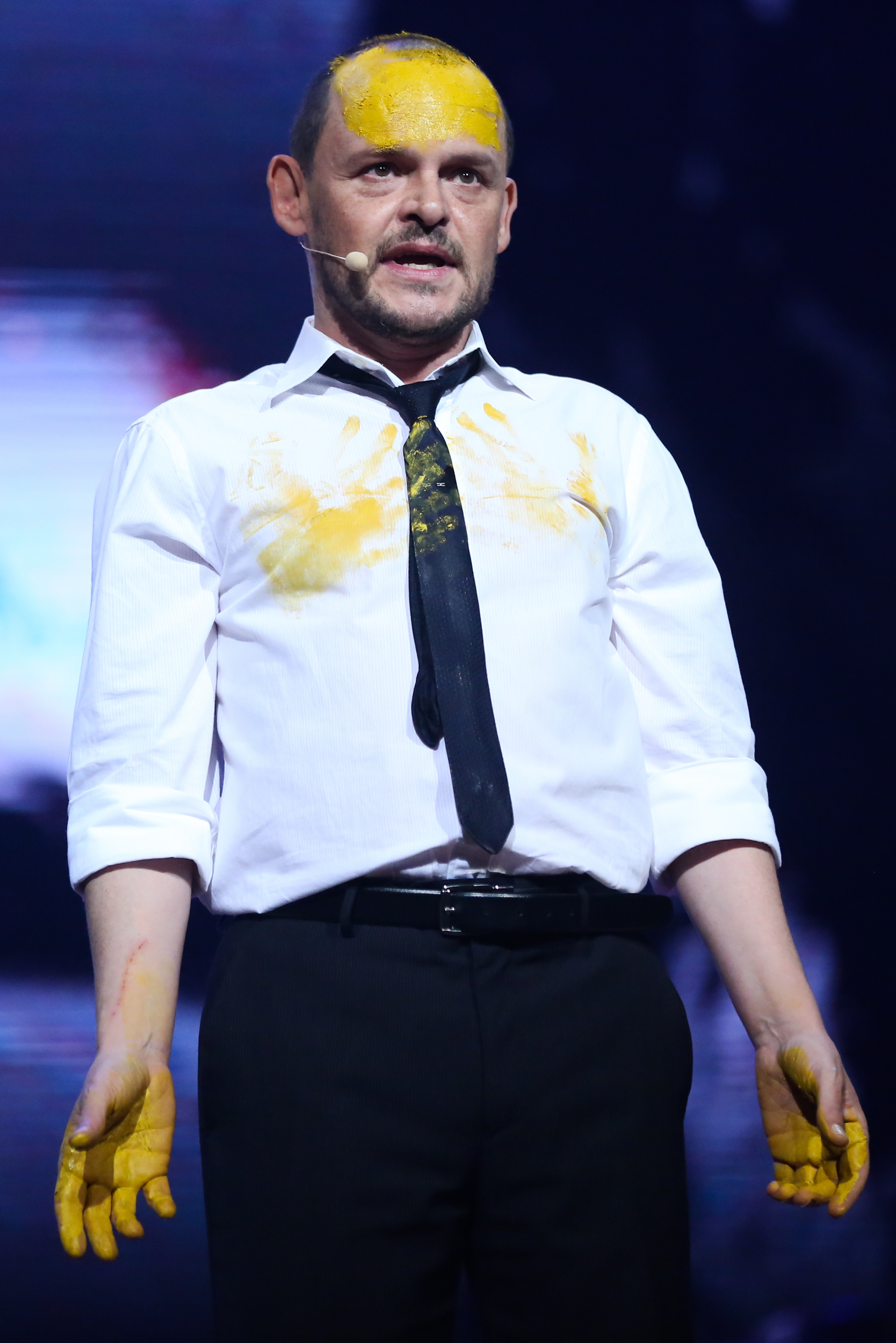
A interpretação de Matheus Nachtergaele foi considera sútil e sombria.

Aline Pereira, escrevendo para o website AdoroCinema, deu ao filme a pontuação de 3,5 de 5 estrelas, o que o classifica como "Bom". Pereira disse que o filme mantém a essência de Luis Fernando Veríssimo através de diálogos elaborados e ritmo fluido nas conversas entre os personagens. O destaque está no trabalho de atuação do elenco formado por estrelas do cinema e televisão brasileira, proporcionando um humor ácido e melancólico. Matheus Nachtergaele interpreta o enigmático cozinheiro Lucídio, cuja presença traz tensão e mistério à trama. A crítica concluiu, no entanto, dizendo que o filme revela o mistério muito rapidamente, e a repetição de situações e a diferença de estilos de atuação podem gerar uma sensação de excessos.
Vitor Velloso, para o Vertentes de Cinema, escreveu: "Clube dos Anjos é desconfortavelmente seguro de suas escolhas e construído de forma quase maniqueísta para perder a seriedade. As atuações ajudam nesse processo, pois a exposição quebra qualquer recurso dramático acentuado. É possível ver Samuel (Paulo Miklos) reagindo ao fundo nas câmeras lentas de brigas políticas entre Pedro (Marco Ricca) e João (Augusto Madeira), ou mesmo Daniel (Otávio Müller) com seu excesso de permissividade com Lucídio. Com alguma certeza, é possível dizer que a forma como o filme nos entrega as tramas implícitas, faz a experiência ser tão previsível quanto gostaria, a grande questão é se o funcionamento disso resulta em grandes resultados. Dessas contradições, surgem bons momentos e sacadas de Defanti, mas no fim, falta um tempero que nos faça deliciar a última refeição."

### Prêmios e indicações
| Ano  | Associações                          | Categoria                       | Recipiente(s)     | Resultado |
| ---- | ------------------------------------ | ------------------------------- | ----------------- | --------- |
| 2021 | Galway Film Fleadh                   | Melhor Filme Internacional      | O Clube dos Anjos | Indicado  |
| 2021 | Coimbra Caminhos do Cinema Português | Melhor Ator Coadjuvante         | António Capelo    | Venceu    |
| 2021 | Coimbra Caminhos do Cinema Português | Melhor Direção de Arte          | Fernanda Carlucci | Venceu    |
| 2023 | Grande Prêmio do Cinema Brasileiro   | Melhor Longa-Metragem – Comédia | O Clube dos Anjos | Indicado  |
| 2023 | Grande Prêmio do Cinema Brasileiro   | Melhor Primeira Direção         | Angelo Defanti    | Indicado  |
| 2023 | Grande Prêmio do Cinema Brasileiro   | Melhor Ator Coadjuvante         | André Abujamra    | Indicado  |
| 2023 | Grande Prêmio do Cinema Brasileiro   | Melhor Ator Coadjuvante         | Augusto Madeira   | Indicado  |
| 2023 | Grande Prêmio do Cinema Brasileiro   | Melhor Roteiro Adaptado         | Angelo Defanti    | Venceu    |
| 2023 | Grande Prêmio do Cinema Brasileiro   | Melhor Direção de Arte          | Fernanda Carlucci | Indicado  |
| 2023 | Grande Prêmio do Cinema Brasileiro   | Melhor Maquiagem                | Amanda Mirage     | Indicado  |
| 2023 | Grande Prêmio do Cinema Brasileiro   | Melhor Trilha Sonora            | André Abujamra    | Indicado  |
| 2023 | Grande Prêmio do Cinema Brasileiro   | Melhor Montagem                 | Lívia Arbex       | Indicado  |